# Francisco Araiza
José Francisco Araiza Andrade (nascut el 4 d'octubre de 1950), és un tenor d'òpera i cantant de lied mexicà que ha cantat com a solista a les principals sales de concert i en papers principals d'òpera de tenor als principals teatres d'òpera d'Europa i Amèrica del Nord durant un llarg període.
Nascut a la Ciutat de Mèxic, va estudiar cant al Conservatori Nacional de Música de Mèxic i més tard a Alemanya, amb el tenor mozartià Richard Holm, i interpretació lieder amb Erik Werba. Va fer el seu debut operístic l'any 1970 a la Ciutat de Mèxic com a primer presoner a Fidelio de Beethoven. Araiza va tenir protagonisme internacional cantant a les òperes de Mozart i Rossini, però en la dècada de 1980 va ampliar el seu repertori per incloure papers de tenor de la lírica italiana i francesa i papers wagnerians com Lohengrin i Walther von Stolzing a Die Meistersinger von Nürnberg. Va ser nomenat Kammersänger de l'Òpera Estatal de Viena el 1988. Ara retirat de l'escenari d'òpera, ensenya cant i forma part dels jurats de diversos concursos internacionals de cant.

## Joventut i educació
Francisco Araiza va néixer a Ciutat de Mèxic el 4 d'octubre de 1950, el segon dels set fills de José Araiza i Guadalupe Andrade. El seu pare, també tenor, era organista de l'església i mestre de cor de la companyia nacional d'òpera de Mèxic, la Compañía Nacional de Opera de Bellas Artes. El pare d'Araiza li va ensenyar a llegir música i tocar el piano quan era petit, però no va començar a estudiar música formalment fins als 15 anys quan es va matricular a classes d'orgue i cant a l'Escola Nacional de Música. Va continuar les seves classes de cant mentre estudiava administració d'empreses a la Universitat Nacional Autònoma de Mèxic on va jugar de quarterback a l'equip de futbol i va cantar al cor de la universitat. Tenia 18 anys quan va debutar professionalment el 1969 amb un recital amb Dichterliebe de Schumann. La soprano Irma González, destacada professora de veu del Conservatori Nacional de Música de Mèxic a Ciutat de Mèxic, va estar entre el públic. A proposta seva, Araiza es va matricular a temps complet al conservatori. Ella havia de convertir-se en la seva principal professora de veu durant els quatre anys següents, encara que també va estudiar el repertori d'òpera i lieder alemany amb Erika Kubacsek, una professora de cant vienesa que vivia a la Ciutat de Mèxic en aquell moment.

## Carrera internacional d'òpera
El debut operístic d'Araiza va arribar l'any 1970 quan va cantar El primer presoner en un concert de Fidelio de Beethoven per la Compañía Nacional de Opera de Bellas Artes. Uns mesos més tard es va graduar en el paper de Jacquino a la mateixa òpera i va passar a cantar Des Grieux a Manon de Massenet i Rodolfo a La bohème de Puccini amb la companyia. El 1974 va anar a Múnic per competir al Concurs Internacional de Música ARD, on va rebre el Tercer Premi. Tot i que les peces que va cantar per al concurs eren del repertori de tenor líric italià, els jutges li van dir que faria un tenor de Mozart ideal i li van oferir un contracte amb l'Òpera de Karlsruhe. Va decidir quedar-se a Múnic per formar-se amb Richard Holm i Erik Werba abans del seu debut a Karlsruhe el 1975 com Ferrando a Così fan tutte.
Araiza es va convertir en membre vitalici de l'Òpera de Zuric el 1977 i va començar a aparèixer com a artista convidat amb les principals companyies i festivals d'òpera europees i nord-americanes. Va debutar al Festival de Bayreuth el 1978 com a Steersman a Der fliegende Holländer, a l'Òpera Estatal de Viena el 1978 com a Tamino a  La flauta màgica, a la Royal Opera House de Londres el 1983 com Ernesto a Don Pasquale i a l'Òpera de San Francisco el 1984 com a Ramiro a La Cenerentola. Va fer el seu debut a l'Òpera Metropolitana com Belmonte a Die Entführung aus dem Serail de Mozart (en la producció de John Dexter) el 12 de març de 1984. Va aparèixer al Met altres 54 vegades entre 1984 i 1995. Durant aquest període, les seves aparicions també van incloure l'Òpera Estatal de Baviera, l'Òpera de París, La Scala, l'Òpera Lírica de Chicago, La Fenice i el Festival de Salzburg. Va ser nomenat Kammersänger de l'Òpera Estatal de Viena el 1988 i va rebre la Medalla Mozart el 1991.
Araiza es va especialitzar inicialment en el repertori de Mozart i Rossini; el 1986 va ser descrit com el principal tenore di grazia de l'època. Tanmateix, a mitjans dels anys vuitanta també va començar a assumir papers de tenor líric italià i francès i els joves herois wagnerians com Lohengrin i Walther von Stolzing, de vegades amb un èxit considerable, especialment el seu Des Grieux a Manon (Òpera de San Francisco, 1986) i Lohengrin (La Fenice, 1990). També es va aventurar en el repertori de tenor spinto amb actuacions a l'Òpera de Zuric als anys noranta com Alvaro a La forza del destino, Don José a Carmen i el paper principal a Andrea Chenier.

## Anys posteriors
Ara retirat de l'escenari d'òpera, Araiza ensenya cant i forma part dels jurats de diversos concursos internacionals de veu. Des del 2003 és professor de cant a la Universitat Estatal de Música i Arts Escèniques de Stuttgart. També ha impartit classes magistrals i ha impartit classes a la Universitat de Música i Arts Escèniques de Viena, a la Universitat de Música i Arts Escèniques de Múnic i a la Universitat Nacional Autònoma de Mèxic. El 2013, va tornar a aparèixer com Cinna a La vestale de Spontini a la Semperoper de Dresden en una versió de concert.
Araiza estava casat amb la mezzosoprano Vivian Jaffray de qui va tenir un fill i una filla. La parella es va divorciar i més tard es va casar amb l'historiadora de la música i director d'escena Ethery Inasaridse, de qui té un altre fill i una filla. El juliol de 2011, Araiza va rebre la Medalla d'Or de Belles Arts del govern mexicà durant un concert al Palau de Belles Arts que va marcar els seus 40 anys de carrera. El 2017, se li va concedir un doctorat honoris causa per la Universitat Michoacana San Nicolás de Hidalgo de Morelia, Mèxic.

## Enregistraments
Araiza té una extensa discografia. Diverses de les seves actuacions en òperes escenificades també s'han filmat i llançat en DVD. Aquests inclouen Der Rosenkavalier, Manon, Così fan tutte, La Cenerentola, Il ritorno d'Ulisse in patria, L'Orfeo, Die Entführung Aus Dem Serail, La flauta màgica, Don Giovanni i Faust. La majoria de les pel·lícules es van estrenar amb el segell Deutsche Grammophon.
Els enregistraments en CD d'Araiza inclouen:
Àlbums en solitari
- Araiza – Opera Arias, English Chamber Orchestra conduïda per Alberto Zedda. Philips;
- Araiza i Eva Lind – Opera Duets, Orchestra of the Zurich Opera conduïda per Ralf Weikert. Philips.
- The Romantic Tenor – Francisco Araiza – Munich Radio Orchestra conduïda per Ralf Weikert. Sony Victor RCA.
- Fiesta Mexicana – Francisco Araiza. DG.
- French, Spanish, and Mexican Songs per Francisco Araiza – amb Jean Lemaire. Atlantis.

Òperes
- Catalani: La Wally (com Giuseppe Hagenbach) – Munich Radio Orchestra conduïda per Pinchas Steinberg. Eurodisc
- Donizetti: Don Pasquale (com Ernesto) – Munich Radio Orchestra conduïda per Heinz Wallberg. Eurodisc
- Donizetti: Maria Stuarda (com Leicester) – Munich Radio Orchestra conduïda per Giuseppe Patanè. Philips
- Gounod: Faust (com Faust) – Bavarian Radio Symphony Orchestra conduïda per Colin Davis. Philips
- Massenet: Therese (com Armand) – Roma RAI Symphony Orchestra conduïda per Giancarlo Luccardi. Orfeo
- Massenet: Werther (com Werther) – Symphony Orchestra of Madrid conduïda per Miguel Gomez Martinez. Gala.
- Mozart: Die Entführung Aus Dem Serail (com Belmont) – Bavarian Radio Symphony Orchestra conduïda per Heinz Wallberg. Sony Classical.
- Mozart: Così fan tutte (com Ferrando) – Vienna Philharmonic conduïda per Riccardo Muti. EMI
- Mozart: Don Giovanni (com Don Ottavio) – Academy of St Martin in the Fields conduïda per Neville Marriner. Philips
- Mozart: Idomeneo (com Idomeneo) – Bavarian Radio Symphony Orchestra conduïda per Colin Davis. Philips
- Mozart: The Magic Flute (com Tamino) – Berlin Philharmonic conduïda per Herbert von Karajan. Deutsche Grammophon; Academy of St. Martin-in-the-Fields conduïda per Neville Marriner, Philips
- Offenbach: Tales of Hoffmann (com Hoffmann) – Sächsische Staatskapelle Dresden conduïda per Jeffrey Tate. Philips
- Puccini: La Boheme (en alemany) (com Rudolfo) – Munich Radio Symphony Orchestra conduïda per Stefan Soltesz. EMI
- Puccini:Turandot (com Pong) – Vienna Philharmonic Orchestra conduïda per Herbert von Karajan. DG.
- Rossini: The Barber of Seville (com Count Almaviva) – Academy of St Martin in the Fields conduïda per Neville Marriner. Philips
- Rossini: La Cenerentola (com Ramiro) – Cappella Coloniensis conduïda per Gabriele Ferro. Sony; Academy of St. Martin-in-the-Fields conduïda per Neville Marriner. Philips
- Rossini: L'italiana in Algeri (com Lindoro) – Cappella Coloniensis conduïda per Gabriele Ferro. CBS
- Rossini: Il viaggio a Reims (com Conte di Libenskof) – Chamber Orchestra of Europe conduïda per Claudio Abbado. Deutsche Grammophon
- Spontini: La vestale (com Licinius) – Munich Radio Orchestra conduïda per Gustav Kuhn. Orfeo
- Verdi: Alzira (com Zamoro) – Bavarian Radio Symphony Orchestra conduïda per Lamberto Gardelli. Orfeo
- Verdi: Falstaff (as Fenton) – Vienna Philharmonic conduïda per Herbert von Karajan. Philips
- Weber: Der Freischütz (com Max) – Staatskapelle Dresden conduïda per Colin Davis. Philips

Coral i lieder
- Beethoven: Simfonia núm. 9 (tenor solista) – Academy of St Martin in the Fields conduïda per Neville Marriner. Philips
- Berlioz: Te Deum (tenor solista) – European Community Youth Orchestra conduïda per Claudio Abbado. Deutsche Grammophon
- Haydn: The Creation (tenor solista) Vienna Philharmonic conduïda per Herbert von Karajan. Deutsche Grammophon; The Nelson Mass Munich Radio Symphony Orchestra conduïda per Colin Davis.
- Mahler: Das Lied von der Erde (tenor solista) – Berlin Philharmonic conduïda per Carlo Maria Giulini. Deutsche Grammophon; live Salzburg actuació amb la Filharmònica de Viena dirigida per Carlo Maria Giulini. Orfeo; live Berlin performance conduïda per Carlo Maria Giulini. Testament
- Mozart: Rèquiem (tenor solista) – Dresden State Orchestra conduïda per Peter Schreier. Philips; Academy of St Martin in the Fields conduïda per Neville Marriner. Philips
- Rossini: Petite messe solennelle (tenor solista) - Santa Cecilia National Academy Orchestra conduïda per Leonard Bernstein. Deutsche Grammophon
- Rossini: Stabat Mater (tenor solista) – Bavarian Radio Symphony Orchestra conduïda per Semyon Bychkov. Philips
- Schubert: Die Schöne Müllerin – amb el pianista Irwin Gage. Deutsche Grammophon
- Verdi: Rèquiem (tenor solista) – Saarbrücken Radio Symphony Orchestra conduïda per Hanns-Martin Schneidt. Arte Nova